# Onthophagus rachelis
Onthophagus rachelis es una especie de insecto del género Onthophagus, familia Scarabaeidae, orden Coleoptera.

Fue descrita científicamente por Martin-Piera en 1985.